# Microsoft Office 2007
Microsoft Office 2007 foi uma versão do Microsoft Office, parte da família Microsoft Windows de programas de escritório. Formalmente conhecido por Office 12 nas fases iniciais do seu ciclo beta, foi lançado com volume de licença para clientes a 30 de Novembro de 2006 e foi disponibilizado para venda a 30 de Janeiro de 2007. Estas são, respectivamente, nas mesmas datas em que o Windows Vista foi lançado para o licenciamento em volume e para venda. O Office 2007 contém uma série de novas funcionalidades, a mais notável é a nova interface gráfica chamada Fluent User Interface (inicialmente referido por Ribbon User Interface), substituindo os menus e barras de ferramentas – que têm sido a pedra angular do Office desde da sua criação - com uma barra de abas, conhecida como a "Faixa de Opções". O programa exige o Windows XP com o Service Pack 2 ou superior, Windows Server 2003 com o Service Pack 1 ou superior, Windows Vista ou Windows 7. Office 2007 é a última versão do Microsoft Office que suporta o Windows XP Professional x64 Edition.
O Friso é uma tarefa orientada a Graphical User Interface (GUI). Possui um botão de menu central, conhecido como o "Botão Office". A interface Ribbon permanece no Microsoft Office 2010.
Office 2007 também inclui novas aplicações e ferramentas de servidor. A mais significativa, Groove, um programa de colaboração e comunicação para empresas de pequeno porte, que foi originalmente desenvolvido pela Groove Networks antes de ser adquirida pela Microsoft em 2005. Também está incluído no pacote o Office SharePoint Server 2007, uma importante revisão para a plataforma de servidor de aplicativos do Office, que suporta "Excel Services", uma arquitectura cliente-servidor para apoiar ficheiros do Excel que são compartilhados em tempo real entre várias máquinas, e também são visíveis e editáveis através de uma página web.
Microsoft FrontPage foi removido do pacote completo do Office. Foi substituído pelo Microsoft Office SharePoint Designer, que é destinado para o desenvolvimento de portais. É um criador-orientado criador de  Microsoft Expression Web, e é direccionado para o desenvolvimento web em geral. No entanto, a aplicação não se encontra disponível em todos os pacotes.
A tecnologia de reconhecimento de voz e reconhecimento de escrita são parte do Windows Vista. O reconhecimento de voz foi retirado dos aplicativos do Office 2007. Os sistemas de reconhecimento de escrita e voz no Office 2007 apenas funcionam com suporte do Windows Vista ou Windows XP Tablet PC Edition. No entanto, utilizadores do Windows XP podem usar uma versão anterior do Office para usufruir do reconhecimento de voz.

## Desenvolvimento
A primeira versão beta do Microsoft Office 2007, referido como Beta-1 nos e-mails enviados a um limitado número de testadores, lançada a 16 de Novembro de 2005. O Beta-1 Technical Refresh foi lançado para os testadores a 13 de Março de 2006. O Technical Refresh corrigiu problemas na instalação com o Windows Vista Build 5308. O Office 2007 Beta 2 foi anunciado por Bill Gates na WinHEC de 2006, e foi inicialmente lançado para o público, sem nenhum custo a partir do sítio da Microsoft. No entanto, devido a um número sem precedentes de descargas, uma taxa de $1.50 (1.17€) foi introduzido para cada produto descarregado após 02 de Agosto de 2006. O beta foi actualizado a 14 de Setembro de 2006, na versão Beta 2 Technical Refresh (Beta2TR). Incluiu uma interface actualizada de utilizador, melhor suporte de acessibilidade, melhoria da robustez da plataforma, e maior funcionalidade. As versões beta continuaram a funcionar no modo de funcionalidade reduzida a partir de 1 de Fevereiro de 2007. O programa Beta terminou a 8 de Novembro de 2006, quando a Microsoft declarou que o produto "Release to Manufacturing" (RTM), ou lançado para fabrico, e começou a fabricar o produto final. Depois da RTM, a disponibilidade da versão beta terminou. O Office 2007 foi lançado para os clientes de licenciamento por volume em 30 de Novembro de 2006, e ao público em geral em 30 de Janeiro de 2007.

### Service Pack 1
O Service Pack 1 do Microsoft Office 2007 foi lançado a 11 de Dezembro de 2007, juntamente com a publicação por parte da Microsoft de uma lista de mudanças. A documentação oficial afirma que o SP1 não é simplesmente um acúmulo de pacotes lançados publicamente, mas que também contém correcções para 455 questões no total em toda o programa Office.

### Service Pack 2
O Service Pack 2 do Microsoft Office 2007 foi lançado a 24 de Abril de 2009. O SP2  adicionou suporte aperfeiçoado de formatos como ODF, XPS e PDF, bem como um grande número de correcções de bugs.

## Edições
O Microsoft Office 2007 é distribuído em oito edições.
| Edição                                  | Disponibilidade de licença                                                   | Modelo de licença                                             |
| --------------------------------------- | ---------------------------------------------------------------------------- | ------------------------------------------------------------- |
| Microsoft Office Ultimate 2007          | Venda / Edição especial limitada com licença de estudante (860,000 / 55,500) | Um dispositivo principal e um dispositivo adicional portátil. |
| Microsoft Office Enterprise 2007        | Licenciamento em volume apenas                                               | Dependente do programa de licenciamento em volume.            |
| Microsoft Office Professional Plus 2007 | Licenciamento em volume apenas                                               | Dependente do programa de licenciamento em volume.            |
| Microsoft Office Professional 2007      | Venda (503,300)                                                              | Um dispositivo principal e um dispositivo adicional portátil. |
| Microsoft Office Professional 2007      | OEM                                                                          | Um dispositivo principal apenas.                              |
| Microsoft Office PME 2007               | Venda (453,000)                                                              | Um dispositivo principal e um dispositivo adicional portátil. |
| Microsoft Office PME 2007               | OEM                                                                          | Um dispositivo principal apenas.                              |
| Microsoft Office PME 2007               | Licença em volume                                                            | Dependente do programa de licenciamento em volume.            |
| Microsoft Office Standard 2007          | Venda(402,600 / 473,000)                                                     | Um dispositivo principal e um dispositivo adicional portátil. |
| Microsoft Office Standard 2007          | Licença em volume                                                            | Dependente do programa de licenciamento em volume.            |
| Microsoft Office Casa e Estudantes 2007 | Venda(148,500 / 70,000 / 88,000)                                             | Três computadores num lar, para uso não-comercial             |
| Microsoft Office Casa e Estudantes 2007 | OEM                                                                          | Um computador num lar, para uso não-comercial                 |
| Microsoft Office Basic 2007             | OEM                                                                          | Um computador apenas.                                         |

Empregados elegíveis de empresas com contratos de licença de volume para o Office podem obter cópias para uso num computador em casa.
Notas
1. Ferramentas adicionais incluem gerenciamento de conteúdo por empresas, formulários electrónicos, e recursos de Information Rights Management;
2. Como observado na embalagem, abaixo da caixa de comparação na parte de trás, as edições Home OEM e Retail and Student 2007 não são licenciadas para uso comercial, sem fins lucrativos, ou qualquer uso de geração de receita. Estas são exibidas nos programas propriamente ditos, com uma linha de texto após o nome do programa.

### "Blue Edition"
Em meados de 2007, um grupo lançou uma versão pirata, "Office 2007 Enterprise Blue Edition", que já circulou na Internet. O grupo afirma que isso é uma edição disponível somente para fabricantes de equipamentos originais. O pacote contém todos os programas, excepto o componente Accounting Express e comunicador. O "Blue Edition" não contém selo EULA, e não exige uma chave de produto ou de activação. A legitimidade desta edição não é confirmada nem negada pela Microsoft ou por qualquer outra fonte de autoridade.
Esta edição é uma instalação completa de todos os programas principais do Office 2007 Enterprise, dando ao utilizador a opção de não fazer uma instalação personalizada ou selecionar apenas determinados programas a serem instalados, excepto pela execução do programa de configuração novamente e selecionar funções adicionais.

## Componentes
Os componentes do Microsoft Office 2007 dependem de edição para edição.
| Componentes                         | Basic | Casa e Estudantes | Standard | PME | Professional | Ultimate | Professional Plus | Enterprise |
| ----------------------------------- | ----- | ----------------- | -------- | --- | ------------ | -------- | ----------------- | ---------- |
| Office Word 2007                    | Sim   | Sim               | Sim      | Sim | Sim          | Sim      | Sim               | Sim        |
| Office Excel 2007                   | Sim   | Sim               | Sim      | Sim | Sim          | Sim      | Sim               | Sim        |
| Office PowerPoint 2007              | Não   | Sim               | Sim      | Sim | Sim          | Sim      | Sim               | Sim        |
| Office Outlook 2007                 | Sim   | Não               | Sim      | Sim | Sim          | Sim      | Sim               | Sim        |
| Business Contact Manager(1)         | Não   | Não               | Não      | Sim | Sim          | Sim      | Sim               | Sim        |
| Office Publisher 2007               | Não   | Não               | Não      | Sim | Sim          | Sim      | Sim               | Sim        |
| Office Access 2007                  | Não   | Não               | Não      | Não | Sim          | Sim      | Sim               | Sim        |
| Office InfoPath 2007                | Não   | Não               | Não      | Não | Não          | Sim      | Sim               | Sim        |
| Office Groove 2007                  | Não   | Não               | Não      | Não | Não          | Sim      | Não               | Sim        |
| Office OneNote 2007                 | Não   | Sim               | Não      | Não | Não          | Sim      | Não               | Sim        |
| Office Communicator 2007            | Não   | Não               | Não      | Não | Não          | Sim      | Sim               | Sim        |
| Office Customization Tool (OCT) (2) | Não   | Não               | (2)      | (2) | Não          | Não      | (2)               | (2)        |

Notas
- Nota 1:  Integrado com o Outlook nos pacotes PME, Professional e Ultimate. É necessária a descarga em separado para os clientes que adquiriram o Office Professional Plus 2007 ou o Office Enterprise 2007.
- Nota 2:  Office Customization Tool é utilizada para personalizar a instalação do Office 2007 através da criação de um patch do Windows Installer e substitui o Assistente de Instalação Personalizada incluído em versões anteriores do Office. A ferramenta Office Customization Tool só é incluída nas edições de licença de volume do Office 2007.

### Componentes adicionais
A Microsoft disponibilizou no mercado ferramentas de software adicionais como parte do programa, embora não incluídos em nenhuma das edições do Microsoft Office 2007:
- Microsoft Office Project[34]
- Microsoft Office SharePoint Designer[35]
- Microsoft Office Visio[36]

## Novos recursos

### Interface de utilizador
A nova interface de utilizador, oficialmente conhecida como Fluent User Interface, foi implementada no núcleo de aplicações do Microsoft Office: Word, Excel, PowerPoint, Acess, e no item inspector utilizado para criar ou editar os itens individuais no Outlook. Estas aplicações foram seleccionadas para a revisão geral da interface do utilizador porque centravam-se em torno da autoria do documento. O resto das aplicações do programa também serão actualizados para a nova interface de utilizador em versões posteriores. A fonte padrão usada nesta edição é Calibri. Protótipos originais da nova interface foram revelados no evento MIX de 2008, em Las Vegas.

#### Botão do Office
O botão do Office 2007, localizado no canto superior-esquerdo da janela da aplicação, substitui o menu superior principal "Ficheiro" e providencia acesso a mais funcionalidades comuns com todas as aplicações do Office, incluindo as opções que permitem abrir, salvar, imprimir e compartilhar o ficheiro. Os utilizadores podem escolher a cor dos esquemas para a interface. A melhoria notável de acessibilidade é o facto do botão seguir a Lei de Fitts.

#### Friso
O Friso, do inglês Ribbon, é um painel que actua como componente da interface de utilizador, criado para facilitar a localização rápida de comandos necessários para concluir uma determinada tarefa. Contém separadores com comandos separados em grupos lógicos. Alguns dos separadores do painel só são exibidos quando necessário, sendo que estão ocultos para ajudar na visualização. É designado para diminuir a procura do utilizador de certos menus básicos das versões anteriores do Office. Uma pesquisa on-line deduz que o Friso diminuiu a produtividade, uma média de 20% para os utilizadores. O Friso pode ser minimizado, clicando duas vezes no título da secção activa. A substituição, eliminação e modificação não é permitida pelas barras de ferramentas dos menus anteriores do Office.

#### Ferramentas contextuais
Algumas ferramentas, chamadas "Ferramentas contextuais", aparecem somente quando um certo objecto é seleccionado. Apenas trabalham com o objecto em foco. Por exemplo, seleccionando uma imagem, no friso irá aparecer um separador denominado "Ferramentas de Imagem" para tratamento. As barras de ferramentas estão ocultas até um objecto ser seleccionado.

#### Live Preview
Microsoft Office 2007 também introduz um recurso chamado "Live Preview", que temporariamente aplica a formatação do texto centrado ou objeto quando qualquer botão de formatação é movido. As formatações temporárias são removidas quando o ponteiro do rato é movido a partir do botão. Isso permite que os utilizadores tenham uma previsão de como a opção acfeta a aparência do objeto, sem realmente aplicá-la.

#### Mini Barra de Ferramentas
A nova Mini Barra de Ferramentas é um tipo de ferramenta que é actualmente mostrada por definição quando o texto é seleccionado. O objectivo desta funcionalidade é permitir o fácil acesso aos comandos mais utilizados de formatação sem precisar de premir o botão direito do rato, como era necessário em versões anteriores do programa. Automaticamente, permanece semi-transparente até o ponteiro do rato estar situado sobre o controlo, a fim de permitir uma visão quase-livre do que está por baixo. Também aparece acima do menu do botão direito quando um utilizador clica numa selecção de palavras. Não é personalizável, até ao momento, mas pode ser desactivada.

#### Barra de Ferramentas de Acesso Rápido
A "Barra de Ferramentas de Acesso Rápido", que se situa no canto superior esquerdo junto ao Botão do Microsoft Office por predefinição, serve como um repositório de funções mais utilizadas, independentemente das quais o aplicativo está a ser usado, como salvar, retroceder / repetir e imprimir. A barra é personalizável, mas esse recurso é limitado em relação às barras de ferramentas em versões anteriores do Office. Qualquer comando disponível no aplicativo do Office inteiro pode ser adicionado à Barra de Ferramentas de Acesso Rápido, incluindo os comandos que não estão disponíveis na Faixa de Opções e macros. Os atalhos de teclado para qualquer um dos comandos na barra de ferramentas também são totalmente personalizáveis, similar às versões anteriores do Office.

## Outros produtos
- Microsoft Expression Studio
- Microsoft Office Accounting
- Microsoft Office Communicator
- Microsoft Office Communications Server
- Microsoft Office Groove
- Microsoft Office Language Packs